# 横上拓哉
横上拓哉（よこがみたくや、1986年3月1日 - ）とは日本の俳優。セントラル子供劇団所属。
神奈川県出身。
再現ドラマなどにも出演している。
WATER BOYS2ではレギュラー出演を果たした。

## 出演
- WATER BOYS2
- こたえてちょーだい
- ザ・ゴールデンタイム
- 伊東家の食卓
- いつみても波瀾万丈
- ザ!世界仰天ニュース
- ココリコミラクルタイプ
- 発掘!あるある大事典